# Jakubina Settesoli

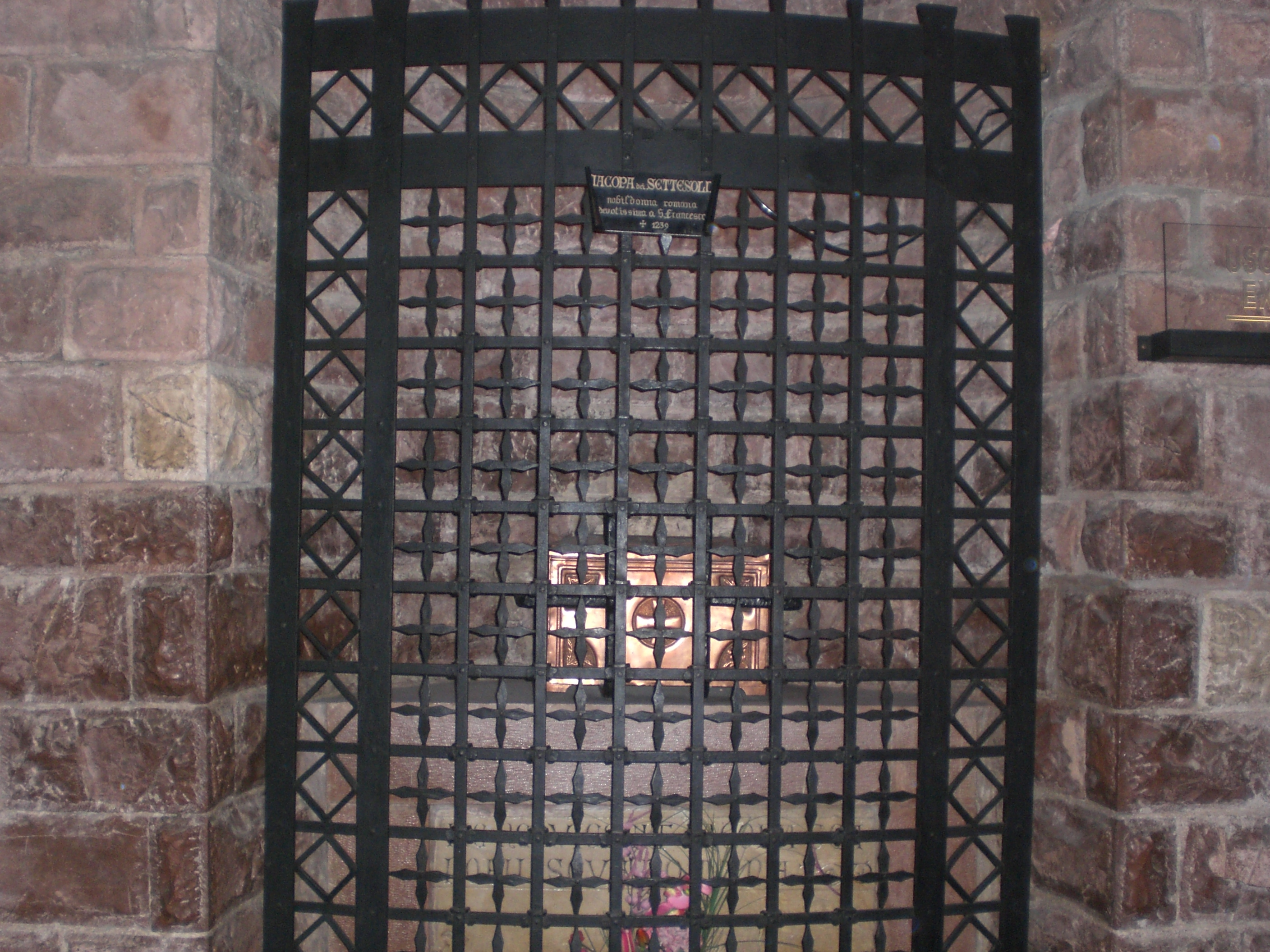
Grób Jakubiny w Asyżu

Jakubina Settesoli OFS, właśc. Giacoma Frangipane de’ Settesoli (ur. ok. 1190 w Rzymie, zm. ok. 1239 w Asyżu) − włoska tercjarka, naśladowczyni św. Franciszka z Asyżu, wymieniana w źródłach franciszkańskich.

## Życiorys
Urodziła się ok. 1190 w rodzinie szlacheckiej na Zatybrzu w Rzymie jako Jacopa de' Normanni. W młodym wieku została wydana za szlachcica Graziano Frangipane de’ Settesoli. Frangipane byli właścicielami rzymskiego Septizodium, czyli pozostałości nimfeum wzniesionego za Septymiusza Sewera w 203. Monument ten znajdował się w pobliżu Circus Maximus. Jakubina została wdową w 1217, dziedzicząc ogromną fortunę męża, sieć zamków na terenie Lacjum. Małżeństwo miało dwóch synów: Giovanniego i Giacomo. Wraz z pierworodnym synem Giovannim wydała 31 maja 1237 statuty regulujące życie cywilne w regionie Marino.
Jakubina w 1210 poznała Franciszka z Asyżu. Znalazła dla niego lokum, gdy ten przybył do Rzymu. Przyczyniła się też do uzyskania audiencji u papieża Innocentego III. Według legendy święty miał się odwdzięczyć, ofiarowując szlachetnej matronie tresowanego baranka. W źródłach franciszkańskich podaje się, iż przed śmiercią Franciszek kazał podyktować do Jakubiny list, w którym prosił o przywiezienie mu słodycze typu mustaccioli. Jakubina przybyła do Asyżu jeszcze zanim list został wysłany, przywożąc oczekiwane przez Biedaczynę słodycze. Dokładny opis wydarzeń z przyjazdem Jakubiny do Asyżu w ostatnich dniach przed śmiercią Franciszka zawiera Anonim z Perugii (Legenda z Perugii). Jakubina widziała stygmaty św. Franciszka.
Po śmierci Franciszka Jakubina wróciła do Rzymu. Zostawiła władzę nad dobrami synom, sama dedykując resztę życia dziełom miłosierdzia. W 1231 zakupiła do benedyktynów Szpital św. Błażeja. Po remoncie oddała go franciszkanom na klasztor. To Klasztor San Francesco a Ripa. Dzieło uzyskało błogosławieństwo papieża Grzegorza IX, który jako kardynał był protektorem Zakonu Braci Mniejszych.
Jakubina została tercjarką franciszkańską. Przed śmiercią mieszkała w Asyżu. Zmarła najprawdopodobniej w 1239. Została pochowana w krypcie grobu Biedaczyny w bazylice św. Franciszka, obok grobów pierwszych towarzyszy świętego. Na urnie znajduje się łaciński napis: Fr. Jacopa de Septemsoli. Hic requiescit Jacopa sancta nobilisque romana.